# Since I Left You (singel)
Since I Left You – trzeci singel zespołu The Avalanches z ich albumu Since I Left You. Został wydany 5 lutego 2001 i dotarł do 16. miejsca na UK Singles Chart.
Utwór zawiera sample z utworów: "Everyday" w wykonaniu The Main Attraction, "Let's Do the Latin Hustle" w wykonaniu Klausa Wunderlicha oraz "By the Time I Get to Phoenix" Tony'ego Mottoli.

## Lista utworów
Australia CD single/ UK CD maxi single
1. "Since I Left You" (single edit) – 4:22
2. "Everyday" (Chater, Seltmann) – 7:02
3. "Thank You Caroline" (Andy Votel remix) (Chater, Diblasi, McQuilten, Seltmann, Andy Votel) – 4:08

UK 12-inch single
Strona pierwsza
1. "Since I Left You" – 4:38

Strona druga
1. "Everyday" (Chater, Seltmann) – 6:58
2. "Thank You Caroline" (Chater, Diblasi, McQuilten, Seltmann) – 2:16

US 12-inch single (remixes)
Strona pierwsza
1. "Since I Left You" (Prince Paul remix) (featuring Breeze and Kelli Sae) – 3:47
2. "Since I Left You" (Stereolab remix) – 4:35

Strona druga
1. "Since I Left You" (Cornelius remix) – 5:35
2. "Since I Left You" (album version) – 4:36